# Blues Incorporated
Blues Incorporated var et britisk R’n’B band i de tidlige 1960'erne, som blev grundlagt af Alexis Korner, og hvor flere musikere på forskellige tidspunkt, fra den tid, spillede som for eksempel Jack Bruce, Charlie Watts, Ginger Baker, Long John Baldry, Graham Bond, Cyril Davies, Malcolm Cecil og Dick Heckstall-Smith. Selvom bandet aldrig blev særlig kommercielt stort, var det et særdeles indflydelsesrigt band, der producerede en del britiske musikere fra 1960erne og senere.

## Historie
Korner (f. 1928 – d. 1984) var medlem af Chris Barber jazz band i 1950'erne, og mødte Cyril Davies (f. 1932 – d. 1964) der delte hans lidenskab for den amerikanske blues. I 1954 slog de sig sammen som duo, og begyndte at spille blues i Londons klubber, og åbnede deres egen klub, The London Blues and Barrelhouse Club, hvor de fik blues spiller fra Amerika til at komme og spille . I klubbens tidlige dage spillede også unge spirende musikere, inklusive Charlie Watts, Long John Baldry og Jack Bruce.
I 1961 dannede Korner og Davies Blues Incorporated, det første hvide R’n’B band i England , og sangeren Baldry (nogen gange erstattet af Art Wood), trommeslager Watts, bassist Bruce og saxofonist Dick Heckstall-Smith kom med i bandet. De sikrede sig en fast plads i Marquee Club, og fik en plade kontrakt med Decca Records, hvilken resulterede i en LP ved navnet R&B from the Marquee. Albummet, der blev udgivet sent i 1962, var faktisk indspillet i Decca studie i stedet for klubben .
I 1962 fik Korner og Davies også etableret en regulær "Rhythm and Blues Night" på Ealing Jazz Club. Dette bragte mange flere fans af R’n’B sammen, inklusiv Mick Jagger, Keith Richards, Brian Jones, Rod Stewart, Paul Jones, John Mayall, Zoot Money og Jimmy Page, nogle af dem fik lejlighedsvis for en kort stund muligheden for at være med i Blues Incorporated. Watt forlod gruppen omkring dette tid, og foreslog vellykket Ginger Baker som hans erstatning.
Tidligt i 1963 forlod Davies bandet for at danne sit eget, Cyril Davies' All Stars, og blev erstattet i Blues Incorporated af Graham Bond . Blues Incorporated fik en nyt spillested i klubben The Flamingo Club , men kort tid efter forlod Bond, Bruce og Baker også for at danne et nyt band ved navn The Graham Bond Organisation .
Blues Incorporated koncentrerede sig hovedsagelig om deres live arbejde i stedet for, at lave kommercielle indspilninger. Derfor udgav gruppen kun to singler fra deres pladeselskab Parlophone: "I Need Your Loving” / ”Please Please Please" (1963), og "Little Baby" / "Roberta” (1964). Derefter fulgte en single fra pladeselskabet Fontana Records: "River's Invitation" / "Every Day I Have The Blues" .
I 1964 udgav de Lpen At The Cavern and Red Hot From Alex, med den amerikanske Herbie Goins som forsanger, og Danny Thompson, senere med i bandet Pentangle, på bass. På tidspunktet for bandets sidste album Sky High, krediteret til Alexis Korners Blues Incorporated i 1964, var det Duffy Power som optrådte som forsanger . Korner opløste til sidst bandet i 1967 .

### Fodnote
1. ↑  Alexis Korner Biography
2. 1 2  Cyril Davies and Alexis Korner's Blues Incorporated
3. ↑  Rick Brown's Memories of the Cyril Davies All Stars
4. ↑  Graham Bond Biography-Part 1
5. ↑  "The Graham Bond Organisation". Arkiveret fra originalen 2. februar 2008. Hentet 26. februar 2008.
6. 1 2  "Alexis Korner's Blues Incorporated". Arkiveret fra originalen 4. august 2009. Hentet 26. februar 2008.
7. ↑  Duffy Power